# Rice-Eccles Stadium
Rice-Eccles Stadium je víceúčelový stadion v Salt Lake City v Utahu v USA. Pojme 45 017 diváků. Odehrávají se zde soutěže mnoha druhů sportů, kromě toho stadion slouží jako kulturní zařízení s možností pořádání koncertů. Během Zimních olympijských her v roce 2002 byl hlavním místem. Nachází se v kampusu University of Utah. Hraje zde tým Real Salt Lake.

## Historie
Původní stadion byl postaven v roce 1927 s kapacitou 20 000 míst. O dvacet let později bylo přidáno 10 000 míst. Stadion byl v roce 1972 podruhé zrenovován , čímž kapacita dosáhla 32 500 míst. Když v roce 1995 Salt Lake City získal zimní olympijské hry a zimní paralympijské hry v roce 2002, stadion ze dřeva a betonu byl už zastaralý a nebyl vhodný pro významné události. Proto v listopadu 1997 byl zbořen a byla zahájena výstavba nového stadionu ve výši 50 milionů dolarů. Dne 12. září 1998 byl otevřen. Během Zimních olympijských her v roce 2002 se zde konaly zahajovací a závěrečné ceremoniály.